# Wrąbczyn
Wrąbczyn (prononciation : [ˈvrɔmpt͡ʂɨn]) est un village polonais de la gmina de Zagórów dans le powiat de Słupca de la voïvodie de Grande-Pologne dans le centre-ouest de la Pologne.
Il se situe à environ 3 kilomètres à l'ouest de Zagórów (siège de la gmina), à 15 kilomètres au sud de Słupca (siège du powiat) et à 69 kilomètres à l'est de Poznań (capitale régionale).

## Histoire
De 1975 à 1998, le village faisait partie du territoire de la voïvodie de Konin.

Depuis 1999, Wrąbczyn est situé dans la voïvodie de Grande-Pologne.